# Eyjafjarðarsveit
Eyjafjarðarsveit är en kommun som ligger på norra Island. Folkmängden uppgick till 1 026 invånare vid folkräkningen 2014. De största tätorterna i kommunen är Hrafnagil med 262 invånare och Kristnes med 48 invånare.
Kommunen grundades den 1 januari 1991 genom en sammanslagning av kommunerna Hrafnagilshreppur, Saurbæjarhreppur och Öngulsstaðahreppur.